# هاكوسان (إيشيكاوا)
مدينة هاكوسان (بالإنجليزية: Hakusan)‏ هي أحد المدن التابعة لمحافظة إيشيكاوا. تأسست رسميًا في 01/02/2005. ويقدر عدد سكانها بـ 110563 نسمة حسب تقدير مكتب الإحصاء الياباني لعام 2012. تبلغ مساحة هاكوسان 755.17 كم2. بكثافة سكانية تبلغ 146 نسمة/كم2.

## توأمة
لهاكوسان (إيشيكاوا) اتفاقيات توأمة مع:
- بوسطن